# Conophis lineatus
La culebra guardacaminos lineada (Conophis lineatus)  es una especie de serpiente que pertenece al género Conophis en la familia Dipsadidae. Es nativo del sur de México, Guatemala, Belice, El Salvador, Honduras, Nicaragua, Costa Rica. Su hábitat se compone de bosque tropical y subtropical húmedo y seco, y espacios abiertos como sabanas. Su rango altitudinal oscila entre 0 y 1500 m s. n. m.. Es una serpiente terrestre y diurna que se alimenta principalmente de lagartijas (a menudo Ameiva y Cnemodophorus) y los huevos de aves que anidan en el suelo (e.g., palomas).

## Taxonomía
Se reconocen las siguientes subespecies:
- Conophis lineatus concolor Cope, 1867
- Conophis lineatus lineatus (Duméril, Bibron & Duméril, 1854)